# Callyspongia rubiginosa
Callyspongia rubiginosa är en svampdjursart som först beskrevs av Schmidt 1870.  Callyspongia rubiginosa ingår i släktet Callyspongia och familjen Callyspongiidae.
Artens utbredningsområde är Karibiska havet. Inga underarter finns listade i Catalogue of Life.